# Aeroportul Gjögur
Aeroportul Gjögur (IATA: GJR, ICAO: BIGJ) este un aeroport din Árneshreppur⁠(d), Westfjords⁠(d), Islanda. Aeroportul a fost tranzitat în 2019 de 116 pasageri.
Situat la o altitudine de 30 m, aeroportul dispune de o singură pistă. Este operat de Isavia⁠(d).